# Cartera de criptodivisa

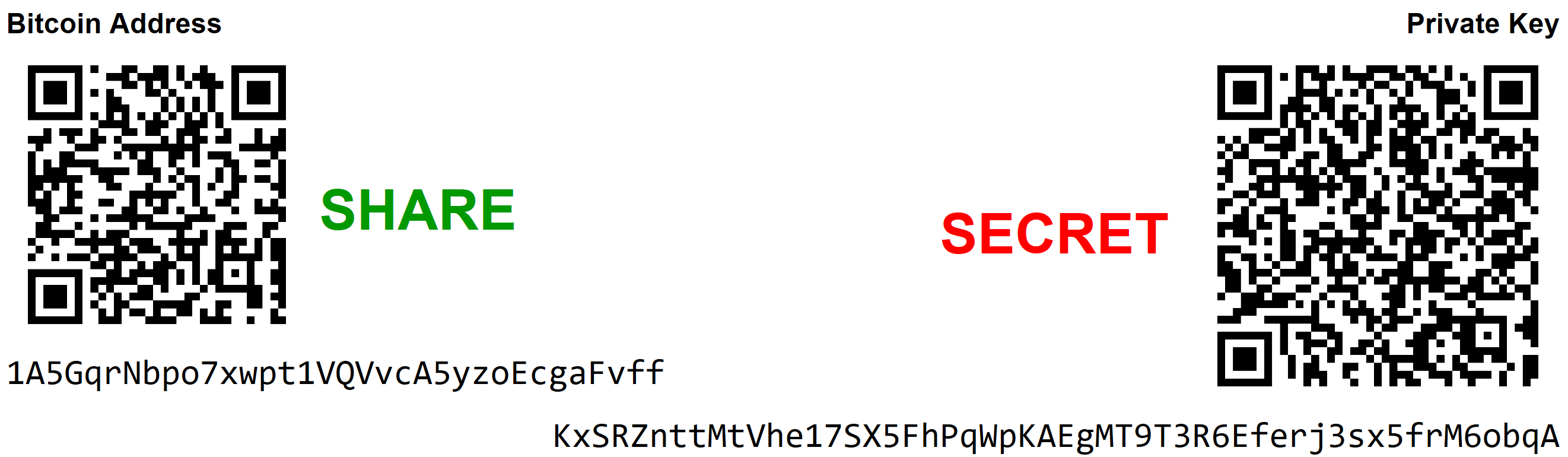
Un ejemplo de cartera de papel imprimible de bitcoin que consiste en una dirección de bitcoin para recibir y la correspondiente clave privada para gastar.

Una cartera de criptodivisa o cartera de criptomoneda es un dispositivo, un medio físico un programa o un servicio que almacena las claves públicas y/o privadas para las transacciones de criptodivisas. Además de esta función básica de almacenar las claves, un monedero o cartera de criptodivisas o criptomonedas suele ofrecer también la funcionalidad de encriptar y/o firmar información. La firma puede resultar, por ejemplo, en la ejecución de un contrato inteligente, una transacción de criptomoneda (véase la imagen "transacción de bitcoin"), la identificación o la firma legal de un "documento" (véase la imagen "formulario de solicitud").

## Características
Además de la función básica de almacenar las claves, un monedero de criptomoneda también puede tener una o más de las siguientes características.

### Cartera de criptomonedas sencilla

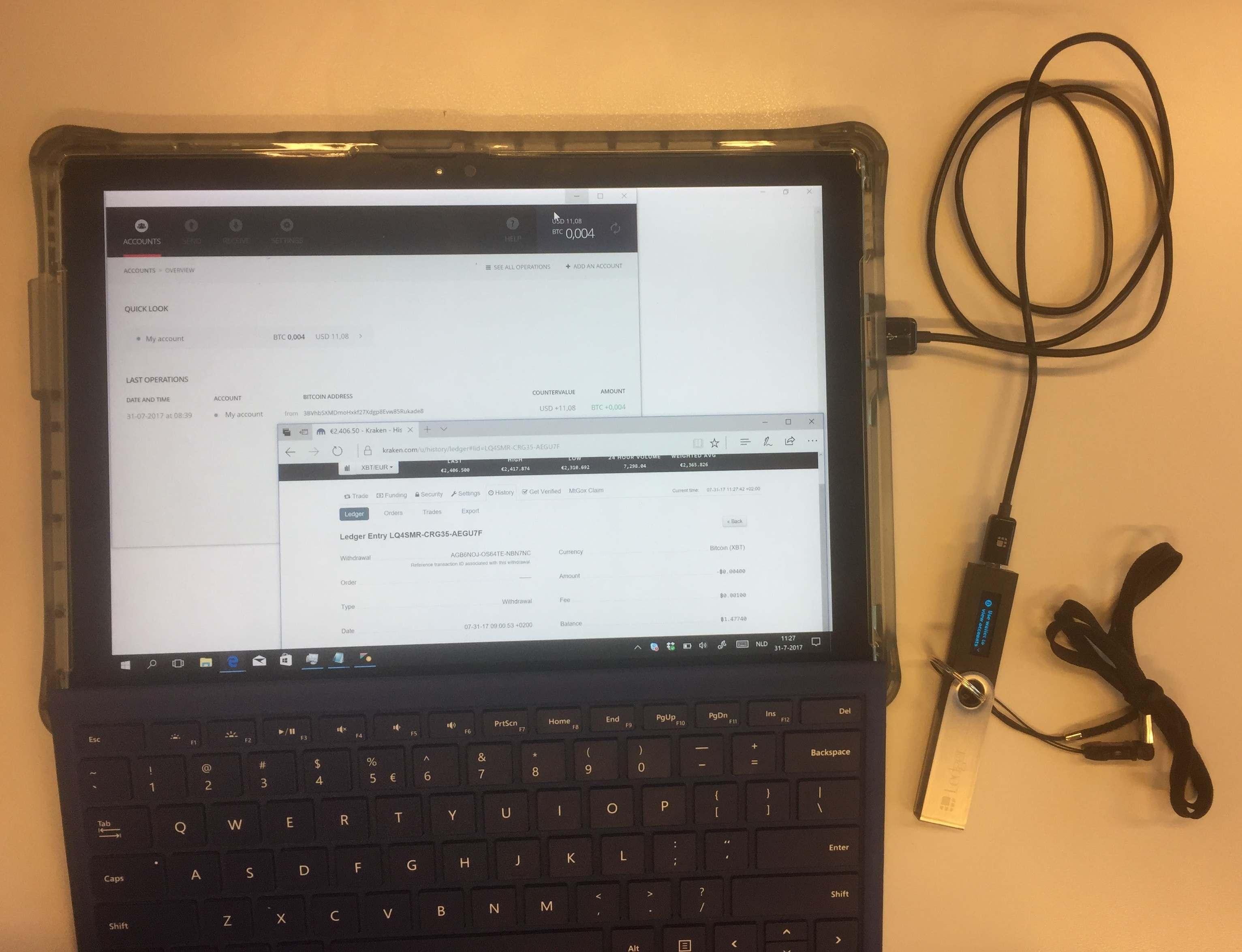
Una transacción real de bitcoin desde un intercambio de criptodivisas basado en la web a una cartera de criptodivisas de hardware.

Una simple cartera de criptomonedas contiene pares de claves criptográficas públicas y privadas. Las claves pueden utilizarse para rastrear la propiedad, recibir o gastar criptodivisas. Una clave pública permite a otros realizar pagos a la dirección derivada de ella, mientras que una clave privada permite gastar criptodivisas desde esa dirección.
La propia criptomoneda no está en la cartera. En el caso del bitcoin y de las criptodivisas derivadas de él, la criptodivisa se almacena de forma descentralizada y se mantiene en un libro de contabilidad distribuido disponible públicamente llamado blockchain o cadena de bloques.

### Cartera eID

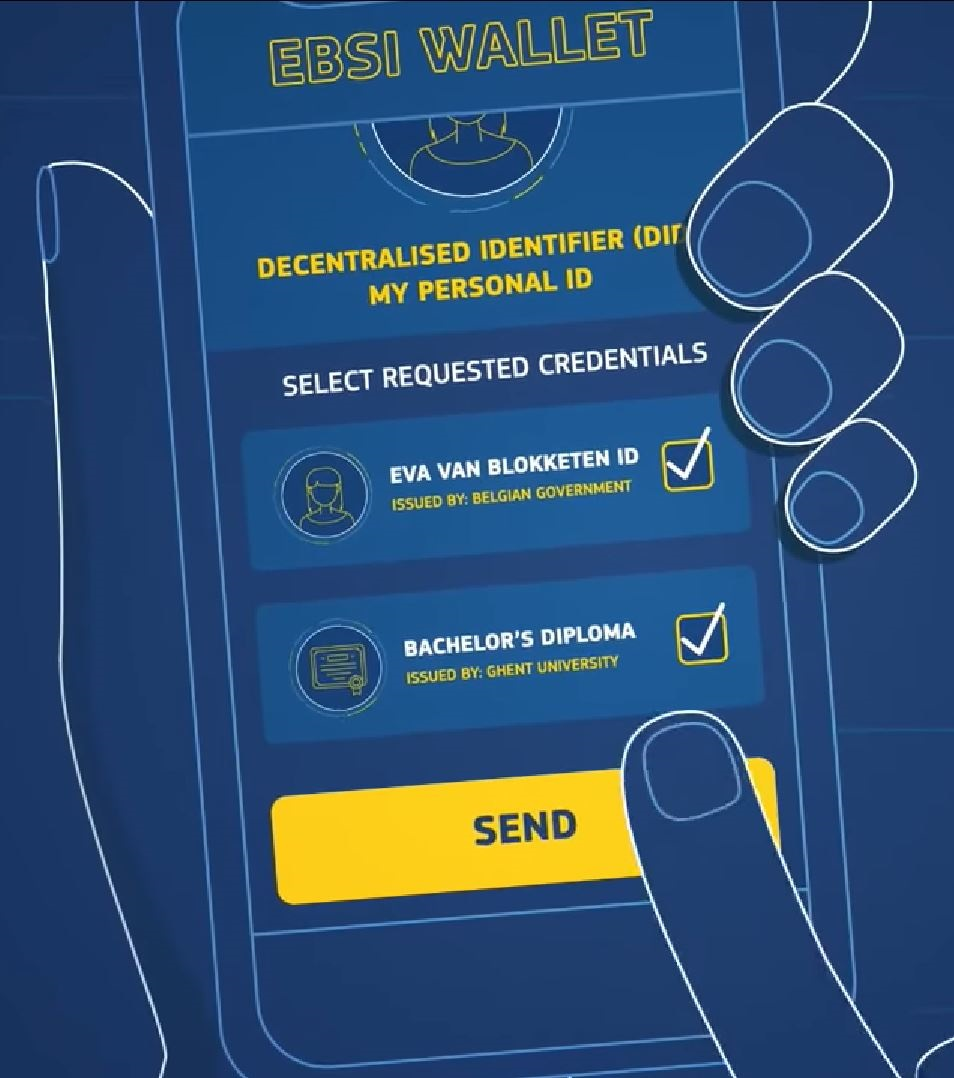
Proporcionar un eID y un diploma y firmar digitalmente el "formulario de solicitud" con una aplicación de cartera de criptomonedas.

Algunos monederos están diseñados específicamente para ser compatibles con un marco. La Unión Europea está creando un Marco Europeo de Auto-Identidad Soberana (ESSIF) compatible con el eIDAS, que se ejecuta en la Infraestructura Europea de Servicios de Blockchain (EBSI). El monedero EBSI está diseñado para proporcionar (de forma segura) información, un eID y firmar "transacciones

### Cartera multifirma
A diferencia de los monederos de criptomonedas simples que requieren que una sola parte firme una transacción, los monederos con múltiples firmas requieren que varias partes firmen una transacción. Los monederos multifirma están diseñados para tener una mayor seguridad.

### Contrato inteligente
En el espacio de la criptomoneda, los contratos inteligentes se firman digitalmente de la misma manera que se firma una transacción de criptomoneda. Las claves de firma se guardan en un monedero de criptodivisas.

### Derivación de claves

#### Cartera determinista

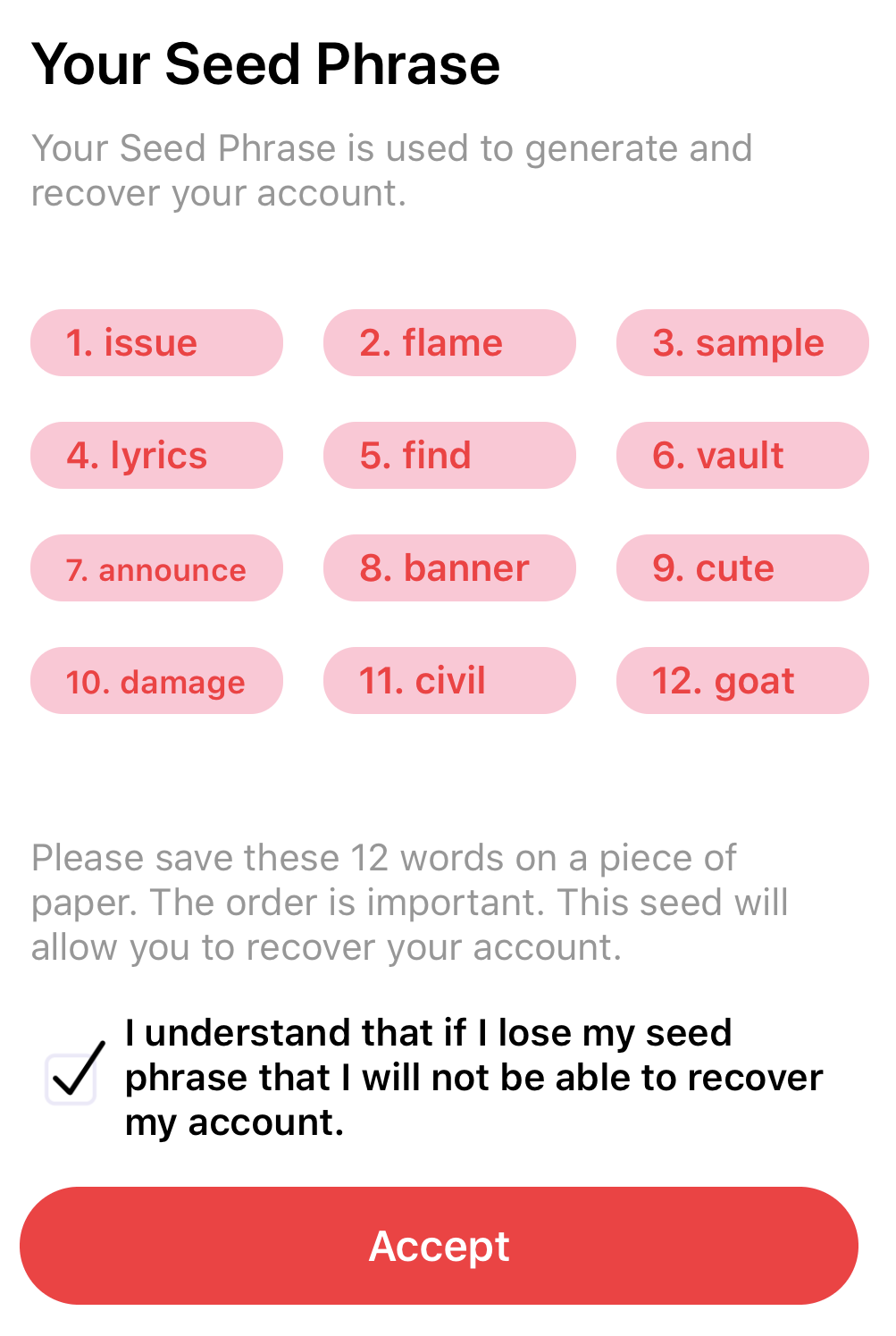
Una frase semilla determinista de un monedero criptográfico.

Con un monedero determinista se puede utilizar una sola clave para generar un árbol completo de pares de claves. Esta única clave sirve como raíz del árbol. La frase mnemotécnica generada o la palabra semilla es simplemente una forma más legible para los humanos de expresar la clave utilizada como raíz, ya que puede convertirse algorítmicamente en la clave privada raíz. Esas palabras, en ese orden, siempre generarán exactamente la misma clave raíz. Una frase de palabras podría consistir en 24 palabras como: begin friend black earth beauty praise pride refuse horror believe relief gospel end destroy champion build better awesome. Esa única clave raíz no sustituye a todas las demás claves privadas, sino que se utiliza para generarlas. Todas las direcciones siguen teniendo diferentes claves privadas, pero todas pueden ser restauradas por esa única clave raíz. Las claves privadas de todas las direcciones que tiene y que dará en el futuro pueden recalcularse a partir de la clave raíz. Esa clave raíz, a su vez, puede recalcularse introduciendo la palabra semilla. La frase mnemónica es el respaldo del monedero. Si un monedero soporta la misma técnica (frase mnemotécnica), entonces la copia de seguridad también puede ser restaurada en otro monedero de software o hardware.
Una frase mnemónica se considera segura. El estándar BIP-39 crea una semilla de 512 bits a partir de cualquier mnemónico dado. El conjunto de carteras posibles es 2512. Cada frase mnemónica conduce a un monedero válido. Si el monedero no se ha utilizado previamente, estará vacío.

#### Cartera no determinista
En un monedero no determinista, cada clave se genera aleatoriamente por sí misma, y no se siembra a partir de una clave común. Por lo tanto, cualquier copia de seguridad del monedero debe almacenar todas y cada una de las claves privadas utilizadas como direcciones, así como un búfer de unas 100 claves futuras que pueden haber sido ya repartidas como direcciones, pero que aún no han recibido pagos.

## Acceso a la cartera
Al elegir un monedero, el propietario debe tener en cuenta quién se supone que tiene acceso a (una copia de) las claves privadas y, por tanto, tiene potencialmente capacidad de firma. En el caso de las criptomonedas, el usuario debe confiar en que el proveedor mantendrá la criptomoneda a salvo, al igual que con un banco. La confianza se perdió en el caso del exchange Mt. Gox, que "perdió" la mayoría de los bitcoins de sus clientes. Descargar un monedero de criptodivisas de un proveedor de monederos a un ordenador o teléfono no significa automáticamente que el propietario sea el único que tenga una copia de las claves privadas. Por ejemplo, con Coinbase, es posible instalar un monedero en un teléfono y también tener acceso al mismo monedero a través de su sitio web. Un monedero también puede tener vulnerabilidades conocidas o desconocidas. Un ataque a la cadena de suministro o un ataque de canal lateral son formas de introducir una vulnerabilidad. En casos extremos, incluso una computadora que no esté conectada a ninguna red puede ser vulnerado. Para recibir criptodivisas, no es necesario acceder a la cartera receptora. La parte que envía sólo necesita conocer la dirección de destino. Cualquiera puede enviar criptodivisas a una dirección. Sólo el que tiene la clave privada de la dirección correspondiente (clave pública) puede utilizarla.

## Tipos de carteras

### Monederos Calientes
Este tipo de Cartera requiere estar conectada a internet para poder transaccionar o recibir divisas. Dentro de estos se encuentran los monederos web,  móviles y los de escritorio (solo en el caso de que el computador esté conectado a internet). Los monederos calientes o hot wallet son de los más utilizados, ya que ofrecen sencillez y facilidades a la hora de realizar transacciones, pero los datos pueden ser accesibles con un ciberataque.

### Monederos fríos
No se requiere tener acceso a internet para poder transaccionar o recibir criptodivisas en este monedero. Dentro de estos existen los monederos hardware y de papel, que es simplemente la impresión en papel de la clave privada. 